# Rhinolophus convexus
Rhinolophus convexus és una espècie de ratpenat de la família dels rinolòfids. Viu a Laos i Malàisia. El seu hàbitat natural és l'alt bosc montà i les coves. No hi ha cap amenaça significativa coneguda per a la supervivència d'aquesta espècie.